# Chata na Zagroniu
Chata na Zagroniu – górskie schronisko turystyczne (chatka studencka) położone w Beskidzie Żywieckim, na grzbiecie Zapolanki, na terenie przysiółka Zagroń (Kręcichwosty) w Rajczy, na wysokości ok. 700 m n.p.m.

## Historia
Obiekt położony jest w ponad stuletniej chacie góralskiej. Przez pewien czas działał jako prywatny ośrodek edukacji folklorystycznej. 
Chata jest własnością Oddziału Międzyuczelnianego PTTK w Katowicach, a zarządza nią Studenckie Koło Przewodników Beskidzkich w Katowicach. 

## Warunki pobytu
Schronisko posiada kilkanaście miejsc noclegowych, jest zelektryfikowane, posiada bieżącą zimną wodę, natomiast sanitariaty zlokalizowane są na zewnątrz. Działa w większość weekendów, w zimie po uzgodnieniu z kołem.

## Szlaki turystyczne
W pobliżu chaty przebiegają następujące znakowane szlaki turystyczne:
 Rajcza st. kol – Nickulina – Zagroń (Kręcichwosty) – Redykalny Wierch – Schronisko PTTK na Hali Lipowskiej – Schronisko PTTK na Hali Rysiance — Romanka
 Ujsoły – Zagroń (Kręcichwosty) (dojście do szlaku żółtego)
Od Złatnej w okolice schroniska prowadzi także  szlak rowerowy.